# Localret
Localret és un consorci format per administracions locals de Catalunya per a fomentar i acompanyar el desenvolupament de xarxes i serveis de telecomunicacions i l'aplicació de les TIC per millorar l'acció dels governs locals en l'impuls de la societat de la informació. Va ser creada l'any 1997 amb el suport de la Federació de Municipis de Catalunya (FMC) i l'Associació Catalana de Municipis i Comarques (ACM), en el moment de la seva creació estava integrat per 784 ajuntaments, agrupant el 99% de la població de Catalunya.
Junt amb la Universitat Oberta de Catalunya i la Generalitat de Catalunya va fundar i formar part del patronat de la Fundació Observatori per a la Societat de la Informació de Catalunya.
També, juntament amb la Generalitat, va formar part de la creació, el 2002, de l'Administració Oberta de Catalunya (AOC).

## Premis i reconeixements
- 1999 - Premi Nacional de Comunicació[4]